# Aristolochia emiliae
Aristolochia emiliae är en piprankeväxtart som beskrevs av Santana Mich. & Solís. Aristolochia emiliae ingår i släktet piprankor, och familjen piprankeväxter. Inga underarter finns listade i Catalogue of Life.